# Тёрнер, Ник
Николас Роберт Тёрнер (англ. Nicholas Robert Turner; 28 августа 1940, Оксфорд — 10 ноября 2022, Пембрукшир) — британский музыкант, певец, автор песен и композитор, один из основателей рок-группы Hawkwind, в которой он играл на саксофоне и флейте, реализуя (как говорил он сам) джазовые принципы в рок-формате и создавая яркие сценические образы (с использованием экзотических костюмов, как правило связанных с египетской мифологией). Тёрнер — автор Brainstorm, одной из самых известных песен группы, соавтор Silver Machine (UK #3), хит-сингла, ознаменовавшего в 1972 году наивысшее коммерческое достижение коллектива.

## Биография
Родился 28 августа 1940 года в Оксфорде, Англия, и был вторым ребёнком в семье, все члены которой увлекались театром. Отец Тёрнера Чарльз работал на военном заводе, где «собирал танки Centurion». До 13 лет Ник рос в Бакингемшире, затем семья переехала в графство Кент, в курортный городок Маргейт.
Свою первую пластинку, «Shake, Rattle And Roll», Николас купил вскоре после того, как семья поселилась в Маргейте. Здесь, подрабатывая летом на местной ярмарке, он познакомился с другим сезонным рабочим, Робертом Калвертом. В начале 60-х годов Тёрнер два года учился в классе саксофона и кларнета. «Я носил хохолок, у меня были джинсы Levi’s и кожаный пиджак: мы с друзьями очень близко воспринимали Джеймса Дина», — позже рассказывал он. Тёрнер поступил в инженерный колледж, затем отправился служить в торговый флот, где провёл всего один рейс. «Это было сплошные пьянство и разврат», — вспоминал он.
Тёрнер поселился в Лондоне и стал ходить на концерты The Yardbirds и Rolling Stones. При этом он уже играл на саксофоне в группе The Canterbury Tailgaters старшего брата Роджера, но не относился к себе всерьез и становиться профессиональными музыкантом не собирался. Затем он купил себе флейту (просто потому, что её было «проще носить с собой, чем сакс») и с ней отправился в путешествие по Европе. В Берлине он познакомился с фри-джаз-музыкантами, игравшими с Эриком Дольфи, которые и убедили его в том, что не обязательно быть технически подготовленным музыкантов, чтобы научиться искусству самовыражения. «Я решил вот что: буду играть фри-джаз в рок-группе. Именно это я пытался делать в Hawkwind», — вспоминал Тёрнер.
Ник Тёрнер познакомился с Дэйвом Броком в Амстердаме, когда работал в составе развлекательного предприятия, именовавшегося Rock’n’Roll Circus — это была, по его словам, «передвижная сцена с большой палаткой, где играли рок-группы и действовало световое шоу».

### Hawkwind
По возвращении из Голландии в Англию Тёрнер заехал погостить к Броку в Патни, затем встретился с ним на уличном концерте и был приглашен в состав новой, тогда ещё безымянной группы, поначалу в качестве водителя (собственного) автофургона. Некоторое время спустя на одной из репетиций Тёрнер «расчехлил сакс» и был принял в состав полноправным участником.
28-летний саксофонист, по собственному признанию, был наивным, легкомысленным идеалистом (многие говорили о нём впоследствии как о тёплом, душевном человеке с прекрасным чувством юмора). Тёрнер (по определению М. Уолла) стал для группы «её сознанием… хранителем огня», которому удавалось впоследствии налаживать важнейшие творческие контакты. Именно Тёрнер был инициатором «свободного» (бесплатного) творчества, настаивая на том, чтобы группа играла там, где только можно и где присутствует соответствующая («альтернативная») аудитория.
Тёрнер, ключевой участник классического состава группы, был автором или соавтором большинства её самых известных песен, включая Brainstorm и Master of the Universe. В ноябре 1976 года он покинул состав, но в 1982 году во время работы над альбомом Choose Your Masques вернулся снова и провёл с группой турне. Тёрнера оставлся с Hawkwind два года, в течение которых группа не выпускала альбомов. В конце 1984 года, во время работы над альбомом The Chronicle of the Black Sword, его уволили снова.

#### Sphynx/Inner City Unit
Сразу же после своего первого увольнения из Hawkwind Тёрнер отправился на отдых в Египет, где посетил пирамиду Хеопса. Здесь ему позволили провести в палате фараона три часа и записать несколько пьес, исполненных на флейте. По возвращении в Англию Тёрнер передал плёнки Стиву Хиллиджу, который для участия в записи собрал группу Sphynx: сюда вошли Алан Пауэлл из Hawkwind, Майк Хаулетт и Тим Блэйк (Gong) и Харри Уильямсон. Тексты к альбому, в музыкальной основу которого легли египетские записи, написал сам Тёрнер, адаптировав строки из Книги Мёртвых.
Выпустив в 1978 году альбом Xitintoday на Charisma Records, группа вышла с его материалом на гастроли и выступила на нескольких фестивалях (в частности, Deeply Vale — этот концерт позже вышел на CD, — а также в Гластонбери: часть их выступления была показана BBC Television). Bohemian Love-In festival был организован самим Тёрнером в клубе Roundhouse. Синглом из альбома вышел трек «Nuclear Waste», написанный Стингом, который исполнил здесь и партию вокала.
Затем Тёрнер принял участие в записи альбома Уильямсона Fairy Tales, а также в проекте Джилли Смит Mother Gong. Последний послужил основой для новой группы Тёрнера, Inner City Unit, куда вошли также Мо Викередж (англ. Mo Vicarage), Эрманно Гизио-Эрба (известный также как Dino Ferari), Трев Томс (англ. Trev Thoms) и Дед Фред (англ. Dead Fred). Группа записала два альбома: Pass и Maximum Effect, а распалась из-за проблем, связанных с наркотической зависимостью некоторых участников группы. После краткого совместного пребывания в Hawkwind, Тёрнер и Дэд Фред реорганизовали группу и выпустили альбомы New Anatomy, The President Tapes и Blood and Bone EP.
Следующим проектом Тёрнера стала джаз/ритм-энд-блюзовая группа Fantastic All Stars, гастролировавшая в течение нескольких лет и выпустившая один альбом Kubanno Kickasso! (2001).
В начале 1990-х годов Тёрнер провёл несколько импровизированных выступлений с Твинком из Pink Fairies под названием Pinkwind. Два CD с этими записями вышли на лейбле Твинка без разрешения Тёрнера. В 1993 участники Pressurehed и Helios Creed предложили возродить проект Sphynx, взяв за основу всё те же записи флейты: результатом этой работы явился альбом Sphynx. Союз оказался прочным: проект гастролировал по США, привлекая к участию таких музыкантов, как Дженезис Пи-Орридж и Джелло Биафра; играли здесь также и бывшие участники Hawkwind: Хаус, Деттмар и Пауэлл. Коллектив записал один студийный альбом Prophets of Time (1994), за которым последовали концертный CD/DVD Space Ritual 1994 Live и CD Past or Future? (1996).

## Дискография

### Альбомы

#### Hawkwind
- 1970 — Hawkwind
- 1971 — In Search of Space
- 1972 — Doremi Fasol Latido
- 1973 — Space Ritual
- 1974 — Hall of the Mountain Grill
- 1975 — Warrior on the Edge of Time
- 1976 — Astounding Sounds, Amazing Music
- 1980 — Weird Tapes Volume, live 1975-77
- 1981 — Weird Tapes Volume 5, live 1976-77
- 1982 — Weird Tapes Volume 6, live 1970-73
- 1983 — Weird Tapes Volume 8, live 1966-73
- 1983 — The Text of Festival, live 1970—1971
- 1983 — Zones, live 1980, 1982
- 1984 — This Is Hawkwind, Do Not Panic, live 1980, 1984
- 1984 — Bring Me the Head of Yuri Gagarin, live 1973
- 1984 — Space Ritual Volume 2, live 1972
- 1987 — Out & Intake, live 1982—1986
- 1991 — BBC Radio 1 Live in Concert, live 1972
- 1995 — Undisclosed Files Addendum, live 1984
- 1997 — The 1999 Party, live 1974
- 1999 — Atomhenge 76, live 1976
- 2000 — Choose Your Masques: Collectors Series Volume 2, live 1982

#### Сольные и совместные альбомы
- 1978 — Nik Turner’s Sphynx, Xitintoday (Charisma, CDS4011)
- 1993 — Nik Turner’s Sphynx (Cleopatra, CLEO21352)
- 1994 — Nik Turner, Prophets of Time (Cleopatra, CLEO69082)
- 1995 — Nik Turner’s Space Ritual, 1994 Live (Cleopatra, CLEO95062), DVD (Cherry Red, CRDVD136)
- 1995 — Pinkwind: Festival Of The Sun (Twink Records, TWK CD2), live
- 1995 — Anubian Lights: Eternal Sky (Hypnotic, CLEO96032)
- 1996 — Hawkfairies: Purple Haze (Twink Records, TWK CD5), live
- 1996 — Anubian Lights: The Jackal and Nine EP (Hypnotic, CLEO 9666-2)
- 1996 — Nik Turner: Past or Future? (Cleopatra) — live
- 1997 — Nik Turner: Sonic Attack 2001 (Dossier, 8480)
- 1998 — Anubian Lights: Let Not The Flame Die Out (Hypnotic, CLP 0346-2)
- 2000 — Nik Turner’s Sphynx, Live At Deeply Vale (Ozit/Morpheus)
- 2001 — Nik Turner’s Fantastic All Stars, Kubanno Kickasso! (Ozit/Morpheus, niktcd334)
- 2013 — Space Gypsy (Cleopatra)
- 2014 — Space Invaders & Nik Turner — Sonic Noise Opera (Nasoni Records)
- 2015 — Space Fusion Odyssey (Cleopatra)
- 2017 — Life in Space (Cleopatra Records)
- 2018 — Nik Turner & Youth Pharaohs From Outer Space (Painted Word)
- 2019 — Nik Turner, The Final Frontier (Purple Pyramid - CLO1195)

## Биографическая литература
- Kris Tait This is Hawkwind: Do not Panic (1984)
- Ian Abrahams Sonic Assassins (SAF publishing; ISBN 0-946719-69-1)
- Carol Clerk Saga of Hawkwind (Music Sales Limited ISBN 1-84449-101-3)